# 陰影鈍鱸
陰影鈍鱸為太陽魚科的一種，分布於北美洲美國中部及東部的淡水水域，體長可達30.5公分，棲息在砂礫底質、有植物生長的小溪，屬肉食性，以小蝦、小魚、昆蟲等為食。

## 擴展閱讀
維基物種上的相關：陰影鈍鱸